# (570) Китера
(570) Китера (лат. Kythera, др.-греч. Κύθηρα) — крупный астероид внешней части главного пояса, который принадлежит к редкому спектральному классу T. Он был открыт 30 июля 1905 года немецким астрономом Максом Вольфом в обсерватории Хайдельберг и назван в честь Китира, острова в Эгейском море.